# ستانلي ميلر
ستانلي لويد ميلر (بالإنجليزية: Stanley Lloyd Miller)‏ هو عالم كيميائي وأحيائي أمريكي اشتهر بسبب دراساته في مجال التولد التلقائي وبالتحديد في تجربة ميلر-يوري التي أثبت فيها أنه من الممكن إنشاء مركبات عضوية من خلال عمليات كيميائية بسيطة من مواد غير عضوية.

## حياته ومهنته
ولد ستانلي في مدينة أوكلاند، كاليفورنيا ،الولايات المتحدة. وكان الطفل الثاني بعد شقيقه دونالد لناثان وإديث ميلر وهم أحفاد المهاجرين اليهود من بيلاروس ولاتفيا. عمل والده كمحامٍ وعقد مكتب نائب المدعي العام في أوكلاند عام 1927م، عملت والدته كمعلمة في مدرسة ولهذا كان التعليم بيئته الطبيعية في الأسرة.
وتبع أخيه إلى جامعة كاليفورنيا في بيركلي لدراسة الكيمياء والسبب الرئيسي في ذلك أنه شعر أن أخاه دونالد سيكون قادراً على مساعدته في هذا التخصص، وقد أكمل شهادة البكالوريوس في يونيه عام 1951م، ومن ثم أثناء تخرجه واجه العديد من المشاكل المالية بسبب وفاة والده مما ترك الأسرة تعاني من نقص في المال، ولحسن الحظ عرض عليه أعضاء هيئة التدريس بجامعة شيكاغو في فبراير عام 1951م، ومن ثم أكمل دراسته للحصول على درجة الدكتوراة في الكيمياء سنة 1954م في جامعة شيكاغو وقد أشرف على ستانلي في مرحلة الدكتوراة هارولد يوري.

## تجربة ميلر
ظهرت تجربة ميلر لأول مرة في ورقته التقنية في 15 مايو 1953م،  والتي حولت مفهوم الأفكار العلمية حول أصل الحياة إلى مجال محترم من التحقيق التجريبي.
وقد أصبحت دراسته تعريفاً كتابياً كلاسيكياً للأساس العلمي لمنشأ الحياة، أو على وجه التحديد أول دليل تجريبي نهائي على نظرية «الحساء البدائي» لأوبارين هالدين.
وقد صمم أوري وميلر محاكاة لحالة الغلاف الجوي البدائي للأرض من خلال استخدام البخار المستمر في خليط من الميثان والأمونيا والهيدروجين، ثم قاموا بتعريض الخليط الغازي للتفريغ الكهربائي، مما أدي إلى حدوث تفاعل كيميائي، وبعد أسبوع من التفاعل اكتشف ميلر تكوين الأحماض الأمينية مثل الجلايسين، والألانين باستخدام اللون الورقي.
كما اكتشف حمض الأسبارتيك والغابا ولكنه لم يكن واثقاً بسبب النقاط الضعيفة، ومنذ أصبحت الأحماض الأمينية هي المكونات الهيكلية والوظيفية الأساسية في الحياة الخلوية، فقد أظهرت التجربة العلمية إمكانية التركيب العضوي الطبيعي لمنشأ الحياة على الأرض.

### المتابعة
واصل ميلر بحثه حتى وفاته في عام 2007م. ومع تقدم المعرفة في الغلاف الجوي البدائي وتقنيات التحاليل الكيميائية المتقدمة، حيث حافظ على صقل التفاصيل والأساليب.
وقد حقق نجاحاً ليس فقط في تركيب المزيد والمزيد من الأحماض الأمينية، بل أنتج مجموعة كبيرة من المركبات العضوية والغير عضوية الضرورية للبناء الخلوي والتمثيل الغذائي.
وقد أكد الباحثون المستقلون بعض مجموعات التوليفات الكيميائية بأحدث كشف والذي على عكس تجربة ميلر الأصلية أن الغلاف الجوي البدائي ربما كان محايداً ويحتوي على مجموعة مختلفة من الغازات بنسب مختلفة.
تم نشر أعمال ميلر الأخيرة في عام 2008م بعد وفاته والتي مازالت تنجح في صنع مركبات عضوية باستخدام هذه الحالة.